# Takayuki Chano
Takayuki Chano (jap. 茶野 隆行, Chano Takayuki; * 23. November 1976 in Ichikawa, Präfektur Chiba) ist ein ehemaliger japanischer Fußballspieler.

## Nationalmannschaft
2004 debütierte Chano für die japanische Fußballnationalmannschaft. Chano bestritt sieben Länderspiele. Mit der japanischen Nationalmannschaft qualifizierte er sich für die Asienmeisterschaft 2004.

## Errungene Titel
- Asienmeisterschaft: 2004